# اكجرت
قرية اكجرت هي بلدية في ولاية الحوض الغربي في موريتانيا. تعتمد  البلدية  على الزراعة والرعي والتجارة. وتلعب هذه القرية دورا مهما في ولاية الحوض الغربي العمدة الحالي هو الشيخ ولد سيد بون.

اسويدي ول فال العلوي : 